# Patrimonio nacional (película)
Patrimonio nacional es una película cómica española del año 1981 dirigida por Luis García Berlanga y escrita por este mismo junto a Rafael Azcona que trata sobre los primeros albores de la joven democracia española. La película se rodó en los interiores del conocido palacio de Linares en Madrid, que entonces ofrecía un aspecto decadente por su prolongado desuso.
La película es una continuación de La escopeta nacional (1978) y tuvo una tercera parte titulada Nacional III (1982).

## Argumento
La acción comienza en Madrid, en la primavera de 1977. Con el fin del régimen franquista, el marqués de Leguineche pone fin a su exilio voluntario y regresa a su palacio de Madrid para intentar reanudar la esplendorosa vida cortesana de antaño... Ocurre que en el palacio habita su legítima esposa, Eugenia, condesa de Santagón, una acérrima franquista que vive en una cama con ruedas (a pesar de que anda perfectamente) y observa unas costumbres de lo más extravagantes. Aunque al principio no quiere verlos por allí, accede en atención a su nuera Chus, con tres condiciones: no deben pisar la planta donde ella vive porque "es zona nacional", Leguineche y su hijo, Luis José, deben hacerse cargo de la deuda con Hacienda y por último, deben conseguir un título de caballero de Malta o del Santo Sepulcro para Goyo, el criado y actual amante de Eugenia. En efecto, Eugenia ha roto sus relaciones con Nacho, su amante oficial y buen amigo de Leguineche, al que no parece importarle mucho la situación.
Don José de Leguineche decide incapacitar legalmente a su mujer para intervenirle los bienes y poder financiar la reconstrucción de su derruido palacio, para lo que sólo consigue un préstamo de medio millón de pesetas. Luis José, por su parte, intenta sobornar con mil duros a los inspectores de Hacienda. Aparece por allí Álvaro, un sobrino de Eugenia, llamado por don José a formar parte del consejo de familia. Para interesarlo en el reparto, el marqués le ofrece la villa de Biarritz que posee su mujer.
Eugenia se entera por Nacho, su examante, de los propósitos de su marido y exige a Nacho que le rete a duelo. Leguineche se enfrenta a él en un duelo en el que la inopinada víctima es Eugenia, que muere al estallarle la escopeta con que apunta a ambos. Y el rumbo de los hechos toma un giro muy distinto...

## Personajes principales
Aquí la familia Leguineche toma el protagonismo de la historia de una manera mucho más evidente. Cambia el carácter del marqués, que si en La escopeta nacional era todo un tirano y bastante odioso, aquí aparece como una curiosa mezcla de cinismo, ingenuidad y sobre todo, mucho más cordial en su trato con los demás.
- Don José, para sus amigos, Pepón, marqués de Leguineche  (Luis Escobar).
- Luis José de Leguineche, su hijo (José Luis López Vázquez).
- Eugenia, condesa de Santagón y según ella, "marquesa viuda de Leguineche" (Mary Santpere).
- María Jesús, "Chus", esposa del anterior (Amparo Soler Leal).
- Goyo, mayordomo y actual amante de Eugenia (José Lifante).
- Nacho, anterior amante de Eugenia, exoficial de aviación (Alfredo Mayo).
- Padre Calvo, capellán del pueblo, enfervorecido franquista (Agustín González).
- Segundo, criado de confianza de Luis José (Luis Ciges).
- Viti, su mujer (Chus Lampreave), que si bien ya salía en la primera cinta, aquí va cobrando más importancia.
- Álvaro, sobrino de Eugenia, pianista y hombre de mundo (José Luis de Vilallonga).

## Localizaciones de rodaje
La películas se filma en Madrid, grande parte de la trama se centra en el palacio de Linares de dicha localidad, actual Casa de América en España.

## Comentario
Entre los años 1977 y 1982, Berlanga rueda la trilogía de la familia Leguineche. Primero fue La escopeta nacional, seguida de Patrimonio nacional, para terminar con Nacional III, películas que gozaron de las bendiciones de crítica y público. Posteriormente hubo un intento de completar la saga con un cuarto título que emparentaba a los Leguineche con los zares de Rusia, pero el proyecto no llegó a cuajar. Las dudas del productor Andrés Vicente Gómez y del propio Luis García Berlanga parece que frustraron el plan. Cabe reseñar la colaboración en este guion de Jorge Berlanga.
La película se estrenó el 30 de marzo de 1981, en Madrid.

## Premios
- Premio Sant Jordi a la mejor película española.[3]
- Festival Internacional de Cine de Cannes. Nominación a la Palma de oro (1981)
- Fotogramas de plata. Mejor actor de cine para Luis Escobar